# Jack McClinton
Jack Paul McClinton (Baltimore, Maryland, 19 de enero de 1985) es un exjugador de baloncesto estadounidense. Con 1,96 metros de estatura, jugaba en la posición de base.

## Trayectoria deportiva

### Universidad
Tras jugar una temporada con los Saints del Siena College, lo hizo durante otras tres con los Hurricanes de la Universidad de Miami, promediando en total 16,9 puntos, 3,2 rebotes y 2,6 asistencias por partido. En sus egunda temporada en Florida fue elegido en el mejor quinteto de la Atlantic Coast Conferencetras liderar la competición en porcentaje de tiros de 3 y de tiros libres, además de promediar 17,4 puntos por partido, siendo el primer jugador de la historia del equipo en lograrlo. Al año siguiente se unió a Tyler Hansbrough como los únicos en repetir honores en el mejor quinteto de la conferencia, tras acabar como tercer mejor anotador de la misma, con 19,4 puntos por partido.

### Estadísticas
| Temp.   | Equipo           | P                     | PTS                   | REB                   | AST                   | ROB                   | TAP                   | TC%                   | 3P%                   | TL%                   | MIN                   | ERR                   |
| ------- | ---------------- | --------------------- | --------------------- | --------------------- | --------------------- | --------------------- | --------------------- | --------------------- | --------------------- | --------------------- | --------------------- | --------------------- |
| 2004–05 | Siena Saints     | 30                    | 13.6                  | 5.0                   | 2.6                   | 1.1                   | 0.0                   | .423                  | .357                  | .815                  | 32.3                  | 2.6                   |
| 2005–06 | Miami Hurricanes | No jugó – Transferido | No jugó – Transferido | No jugó – Transferido | No jugó – Transferido | No jugó – Transferido | No jugó – Transferido | No jugó – Transferido | No jugó – Transferido | No jugó – Transferido | No jugó – Transferido | No jugó – Transferido |
| 2006–07 | Miami Hurricanes | 31                    | 16.7                  | 2.5                   | 2.1                   | 0.7                   | 0.0                   | .404                  | .440                  | .895                  | 31.5                  | 2.4                   |
| 2007–08 | Miami Hurricanes | 32                    | 17.7                  | 2.4                   | 2.6                   | 0.8                   | 0.0                   | .428                  | .427                  | .919                  | 31.5                  | 2.5                   |
| 2008–09 | Miami Hurricanes | 32                    | 19.3                  | 3.1                   | 2.8                   | 0.8                   | 0.0                   | .449                  | .453                  | .885                  | 32.2                  | 2.6                   |
| Total:  | Total:           | 125                   | 16.9                  | 3.2                   | 2.6                   | 0.8                   | 0.0                   | .427                  | .426                  | .880                  | 31.9                  | 2.5                   |

### Profesional
Fue elegido en la quincuagésimo primera posición del Draft de la NBA de 2009 por San Antonio Spurs, pero fue despedido antes del inicio de la temporada. Fichó entonces por el Aliağa Petkim de la liga turca, donde en una temporada promedió 15,9 puntos y 3,1 asistencias.
Al año siguiente se marchó al Hapoel Gilboa Galil Elyon, donde en su primera temporada en el equipo promedió 7,8 puntos y 1,3 rebotes por partido.